# Euxoa cariosa
Euxoa cariosa là một loài bướm đêm trong họ Noctuidae.